# 蒼空のフロンティア
『蒼空のフロンティア』（そうくうのフロンティア）は、株式会社フロンティアワークスによって運営されていたプレイバイウェブ。2015年2月サービス終了。

## 概要
フロンティアワークスの「クリエイティブRPG」の第1弾である。日本の領海上空に存在する浮遊大陸パラミタを舞台に、プレイヤーのつくるキャラクター（地球人）がパラミタの住人と契約して「契約者」となり、パラミタに存在する各学校の生徒として大陸内のモンスター等と闘ったり、冒険する内容となっている。
プレイヤーは、自分のキャラクターのイラストや声をイラストレーターや声優に注文して作成してもらい、キャラクターの自己紹介ページなどに掲載できるようになっている。

## 歴史
2009年5月17日、株式会社フロンティアワークスと株式会社フロントメディア（開発を担当）が、東放ミュージックカレッジにて制作発表会を開催。その時点のスタッフとして、ゲームマスターが60名、イラストレーターが500名、声優が90名と発表される。2019年に蒼空のフロンティアReとして三千界のアバターの1コンテンツに編入した。

## 世界設定

### 各学校
プレイヤーが所属することになる、パラミタの学校は以下のとおり。
- 蒼空学園
- イルミンスール魔法学校
- シャンバラ教導団
- 百合園女学院
- 薔薇の学舎
- 波羅蜜多実業高等学校
- 葦原明倫館
- 空京大学
- 天御柱学院

## ゲーム内容
マスターシナリオ
ゲームマスターの作成したシナリオの中から、自分のキャラクターを参加させたいものを選択する（有料）。そのシナリオでキャラクターに何をさせたいか（アクション）を考えて期限内に投稿すると、ゲームマスターがそれぞれのアクションの成否を判定し、その結果を小説形式にしてまとめたレポート（リアクション）を執筆し、発表する。
グランドシナリオ
参加の仕方などはマスターシナリオと同じ。その結果がゲーム全体に影響する重要なシナリオとされる。
キャラクタークエスト
主にキャラクターのパラメータを成長させるためのもので、シナリオを選んでキャラクターを参加させると、機械判定で結果が出て、経験値やアイテムが手に入るようになっている。

## スタッフ
チーフプロデューサー
初期はホビー・データ（プレイバイメールを運営した会社）の元社長である雑賀寛が務める。現在は栗田真樹生（初期のチーフディレクター、2012年後半より『三千界のアバター』に移行）が務める。
チーフディレクター
初期は栗田真樹生が務め、栗田がチーフプロデューサーになってからは新藤貴志（2012年後半より『三千界のアバター』に移行）が務める。
声優
新谷良子、落合祐里香、白河理子などが参加。
イラストレーター
FBCがイメージビジュアルを担当する。他、多数のイラストレーターが参加。

## Webラジオ

### 空京放送局
アニメイトTVにて2009年から2011年に配信。全38回（「ゆるボイス!」含む）＋特別ボイスドラマ全3回（クラーク記念国際高等学校仙台キャンパスPRESENTS）。「蒼空のフロンティア」の情報配信が目的で、ゲームの最新情報やプレイヤー参加型の楽しいコーナー等を声優によって送るWebラジオ。

#### パーソナリティ
ゆるラジ!
- 木村ゆめこ（女王候補シリウス役）、大石収実（十二星華ティセラ役）

ゆるラジ! FanFanRing
- 宮薗杏奈（蒼空のフロンティア声優）、綾川りこ（蒼空のフロンティア声優）

ゆるラジ! ダークサイド
- 服部一真（総帥役）、大熊誠一郎（大幹部役）

ゆるラジ! 御夜食倶楽部
- 来住沙耶香（蒼空のフロンティア声優）、畑谷明日香（蒼空のフロンティア声優）

ゆるラジ! りかまる元気MORISOばっ!
- 山口立花子（蒼空のフロンティア声優）、徳丸奈帆（蒼空のフロンティア声優）

薄汚れた闇の謎の秘密の結社 ダークサイド
- 服部一真（総帥役）、大熊誠一郎（大幹部役）、他（コーナーパーソナリティー在り）

#### ラジオドラマ
ゆるボイス!「蒼のヴァンガード」
2010年2月26日 - 8月27日、全5回。脚本は森水鷲葉。クラーク記念国際高等学校秋葉原ITキャンパス、仙台キャンパスの声優コースの生徒出演。
キャスト（ゲストのプロ声優のみ掲載）
- フィオーラ・カクタス - 春李めぐみ
- ウルリーケ・クアドラングル - 山口立花子
- つぁんだの町の精 つぁんだ - トモマキ

空京放送局特別ボイスドラマfeat 白石稔「英霊の都」
2010年12月17日、全1回。脚本は大熊誠一郎。クラーク記念国際高等学校仙台キャンパスの声優コースの生徒出演。
キャスト（プロ声優のみ掲載）
- 玄奘 - 白石稔

空京放送局特別ボイスドラマfeat 白石稔「メイドクラブ『アームルート』」
2011年1月21日、全1回。脚本は大熊誠一郎。クラーク記念国際高等学校仙台キャンパスの声優コースの生徒出演。
キャスト（プロ声優のみ掲載）
- 皇彼方 - 山口立花子
- 山葉涼司 - 白石稔

空京放送局特別ボイスドラマfeat 白石稔「悪魔との旅立ち」
2011年2月25日、全1回。脚本は大熊誠一郎。クラーク記念国際高等学校仙台キャンパスの声優コースの生徒出演。
キャスト（プロ声優のみ掲載）
- 皇彼方 - 山口立花子
- 山葉涼司 - 白石稔

## ボイスドラマ
Webラジオ「空京放送局」内で配信されたボイスドラマは上記の#ラジオドラマの節を参照。
女王候補と十二星華
公式サイトにて2009年に配信。
キャスト
- テティス レジャ - 門脇舞以
- 皇彼方 - 山口立花子
- シリウス - 木村ゆめこ
- 小林竜治 - 小寺翔
- パトリシア - 加乃みるく
- 天秤座のティセラ - 大石収実
- 謎の少女（獅子座のセイニィ） - あさいまゆみ

海神（わだつみ）のイーグリット
公式サイトにて2010年に配信。原案は沖又陸、脚本は保住実が担当。
キャスト
- 辻永翔 - 鈴木千尋
- アリサ・ダリン - 山本彩乃
- カミロ・ベックマン - 子安武人
- ルイーゼ・クレメント - 生天目仁美
- 山葉聡 - 大畑伸太郎
- サクラ・アーヴィング - 滝沢乃南
- 教官 - 津久井裕子
- 戦闘機パイロット - 高橋時人
- 同級生 - 山口立花子
- 同級生のパートナー - 大坪ゆか
- 通信士 - 西原翔吾
- オペレーター - 徳丸奈帆
- 御神楽環菜 - 逢川奈々

## 漫画
蒼空のフロンティア 〜おとこのこうちょう!〜
『E☆2』（発行：メディエイション / 発売：ビオ・マガジン）にVol.25からVol.32まで連載された。作画はかゆらゆか。

## 参考資料
- 「フロンティアワークス/フロントメディア、クリエイティブRPG「蒼空のフロンティア」制作発表会を開催　テーブルトークRPGをWEBで提供する新しい形のオンラインゲーム」（GAME Watch、2009年5月18日）